# 인터넷 전화통화 통합
인터넷 전화통화 통합(Internet Telephony Integration, ITI)은 과거 컴퓨터 단말기를 통해서만 이용할 수 있었던 인터넷과 PC통신의 메시지를 유·무선 전화를 통해서도 이용할 수 있도록 한 시스템이다. 컴퓨터와 전화를 통합한 컴퓨터 통신통합(CTI) 기술을 한 단계 발전시킨 것이다. 이 기술은 특히 음성을 문자로, 또 문자를 음성으로 전환해서 서비스를 받을 수 있는 쌍방향 커뮤니케이션이다.